# Historien om en mor
Historien om en mor (danska: Historien om en moder) är en saga av den danske författaren H.C. Andersen från 1847.
Historien har filmatiserats flera gånger.
En mor som inte har sovit på tre dygn vakar över sitt sjuka barn. När hon sluter ögonen för ett ögonblick kommer Döden och tar hennes barn. Hon rusar efter och letar efter sitt barn och möter då på olika varelser som berättar hur hon ska göra för att finna Döden och sitt barn.

## Filmatiseringar i urval
- Historien om en moder (1949), en dansk film i regi av Max Louw.
- Historien om en moder (1963),  en dansk film i regi av Erik Kirchner, Erik Mortensen och Jørgen Thoms.
- Historien om en moder (1977),  en dansk stop-motion animerad film i regi av Jørgen Vestergaard.
- Historien om en moder (1979), en dansk film i regi av Claus Weeke.
- Death and the Mother (1988), en brittisk film i regi av Ruth Lingford.
- Historia de una madre (2003), en mexikansk film  i regi av Erik Mariñelarena.
- Historien om en mor (2005),  en dansk tv-film i regi av Svend Ploug Johansen.